# Philippa Gregory
Philippa Gregory (Nairobi, 9 januari 1954) is een Engels schrijfster, vooral bekend van haar historische romans.

## Leven en werk
Gregory werd in Kenia geboren maar ging al op jonge leeftijd met haar ouders naar Engeland terug. Ze kreeg een journalistieke opleiding en werkte vervolgens als verslaggeefster bij Portsmouth News en de BBC. Ondertussen studeerde ze tevens geschiedenis aan de Universiteit van Edinburgh en promoveerde daar op het onderwerp “literatuur van de 18e eeuw”. Ze gaf college aan de Universiteit van Durham en de Teesside Universiteit in Middlesbrough.
In 1987 debuteerde Gregory met de historische roman Wideacre, die het begin zou worden van een gelijknamige trilogie. Grote bekendheid verwierf ze met de ‘Tudor-reeks’ (2001-2008). Van het eerste deel, The Other Boleyn Girl (Nederlandse vertaling: De zusjes Boleyn) werd in 2003 door de BBC een televisiefilm gemaakt en in 2008 een gelijknamige bioscoopfilm, met Natalie Portman, Scarlett Johansson en Eric Bana in de hoofdrollen. Gregory wordt geprezen om haar vertelkunst en het goede tijdsbeeld dat ze schetst, vanuit een gedegen achtergrondkennis.
Gregory schreef ook korte verhalen en kinderboeken. Diverse van haar romans werden in het Nederlands vertaald.